# Gucheng Hu
Gucheng Hu (kinesiska: 固城湖) är en sjö i Kina. Den ligger i provinsen Jiangsu, i den östra delen av landet, omkring 88 kilometer söder om provinshuvudstaden Nanjing. Gucheng Hu ligger 5 meter över havet. Arean är 32 kvadratkilometer. Den sträcker sig 9,7 kilometer i nord-sydlig riktning, och 9,4 kilometer i öst-västlig riktning.
Genomsnittlig årsnederbörd är 1 612 millimeter. Den regnigaste månaden är juli, med i genomsnitt 270 mm nederbörd, och den torraste är januari, med 50 mm nederbörd.